# Epidier

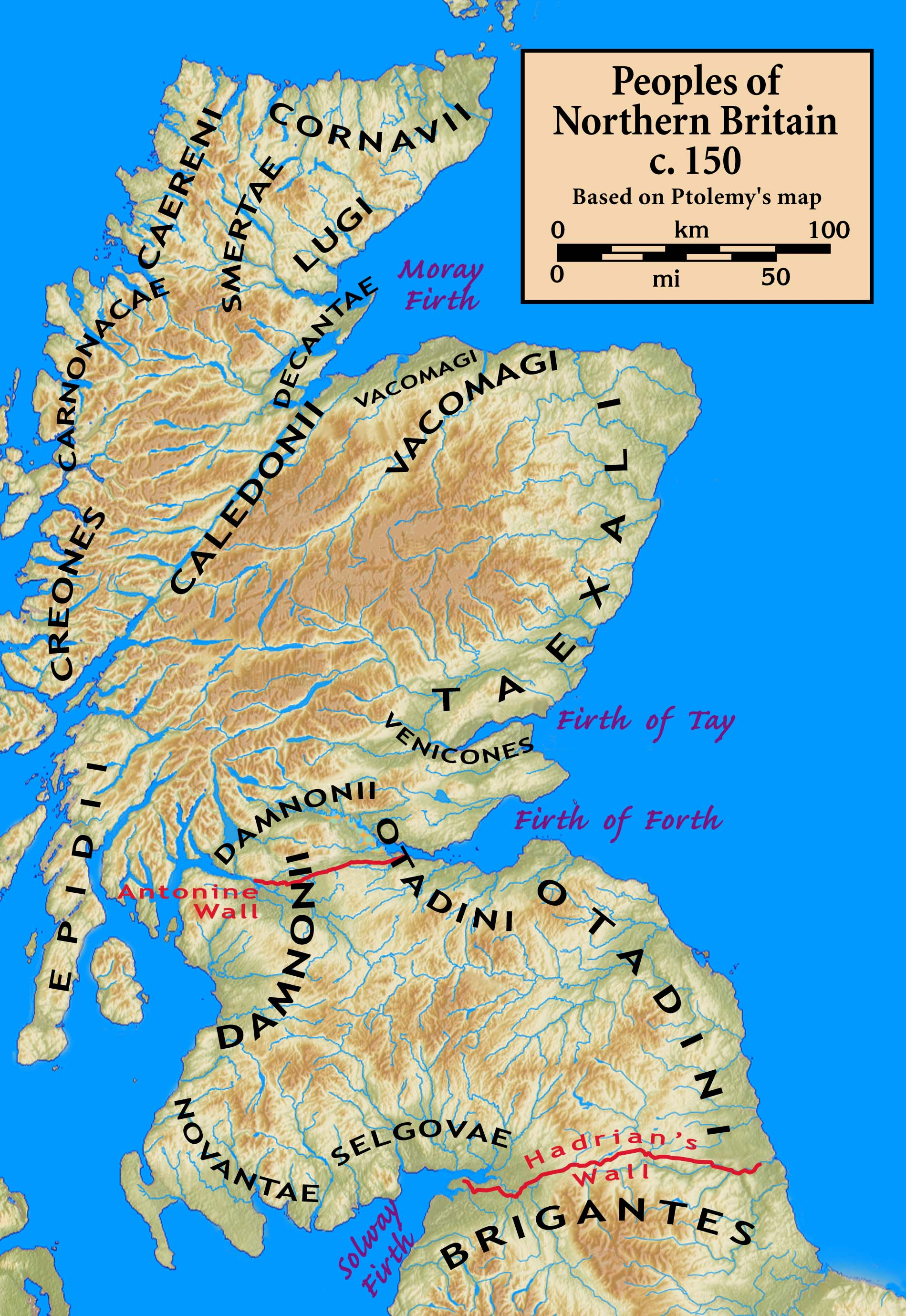
Keltische Stämme in Schottland

Die Epidier (griechisch Επίδιοι, lateinisch Epidii) waren ein Volksstamm, der bis zum 1. Jahrhundert im Nordwesten von Schottland sesshaft war. 
Über das Volk, das vom Ptolemäus von Alexandria erwähnt wurde, ist nicht viel bekannt. Ihr Siedlungsgebiet bestand aus der Halbinsel Kintyre und den Inseln Arran, Islay und Jura. Dieses Gebiet bildete später den Kern des Kleinkönigreichs Dalriada. Ptolemäus beschreibt keine Städte der Epidier, der Geograph von Ravenna nennt Rauatonium, das möglicherweise das heutige Southend auf Kintyre ist.
Die Epidier sprachen wahrscheinlich eine Goidelische Sprache. Der Name des Volkes wird auf das britannische und gallische Wort epos (Pferd) zurückgeführt, das sich wohl auch in dem Namen der keltischen Fruchtbarkeits- und Pferdegöttin Epona wiederfindet. Der schottische Historiker Robert Henry erwähnt in seinem Hauptwerk The History of Great Britain die Epidier, führt den Namen aber auf das britannische Wort pepidiaue für Röhre zurück, was eventuell aus der langgestreckten Form der Halbinsel Kintyre abgeleitet wurde. Johann Kaspar Zeuß führt in Die Deutschen und die Nachbarstämme den Namen auf ein Vorgebirge „Epidium“ zurück.
Die Epidier hatten Beziehungen zu den Dumnoniern, es ist aber ungeklärt, ob sie deren Vasallen oder gleichberechtigte Verbündete waren.
Das Volk existierte in seiner ursprünglichen Form bis zur Zeit von Gnaeus Iulius Agricola, der in Schottland einfiel und den Stämmen große Verluste zufügte.